# André Jacquemin (ingénieur)
Pour les articles homonymes, voir André Jacquemin (homonymie).
 (décembre 2019).
Si vous disposez d'ouvrages ou d'articles de référence ou si vous connaissez des sites web de qualité traitant du thème abordé ici, merci de compléter l'article en donnant les références utiles à sa vérifiabilité et en les liant à la section « Notes et références ».
André Jacquemin, né le 12 mars 1902 à Valenton et mort le 2 mars 1994 à Brunoy, est un ingénieur de la Société nationale des chemins de fer français.

## Biographie
André Jacquemin entre en 1924, au bureau d'études de la Compagnie du chemin de fer de Paris à Orléans (PO). Après la formation de la SNCF en 1938 et la Seconde Guerre mondiale, il est affecté à la division des études de la traction électrique (DETE) en tant que responsable de la section des études mécaniques.
Il prend sa retraite de la SNCF le 1er janvier 1964, tout en restant conseiller auprès des constructeurs de matériel ferroviaire. Il meurt le 2 mars 1994.

## Réalisations
André Jacquemin est le concepteur d'un système de transmission à cardans pour engins à moteurs entièrement suspendus, appelée transmission Jacquemin, qui équipera de nombreuses locomotives de type BB de la SNCF.
Il est aussi est le concepteur d'un nouveau type de bogie moteur, surnommé bogie Jacquemin, mis au point en 1954 pour les prototypes des locomotives BB 9003-9004 (cette dernière étant en 1955 codétentrice du record du monde de vitesse sur rails),. Ce bogie est utilisé par la suite par les BB 9200 (en 1957), BB 16000 et BB 16500 (en 1958), BB 9400 (en 1959), puis par les BB 12000 et BB 13000, locomotives qui auront une longue descendance sous la forme des BB Jacquemin. 
Avec ce nouveau type de bogie, André Jacquemin invente la traction basse, l'entraînement des roues par arbre creux concentrique à l'essieu, avec anneaux dansants et joint de Cardan, ainsi que la liaison caisse-bogie sans pivot.
André Jacquemin est aussi à l'origine de la conception des parties mécaniques des BB 9003-9004. Il s'intéressa aussi à l'architecture des caisses. De nombreuses séries de locomotives furent pourvues de ces nouveaux dispositifs, même à l'étranger, y compris en Inde.